# Kościół św. Józefa Robotnika w Borkowicach
Kościół filialny pw. świętego Józefa Robotnika w Borkowicach – polski rzymskokatolicki kościół filialny znajdujący się we wsi Borkowice, należącej do dekanatu kluczborskiego.

## Historia

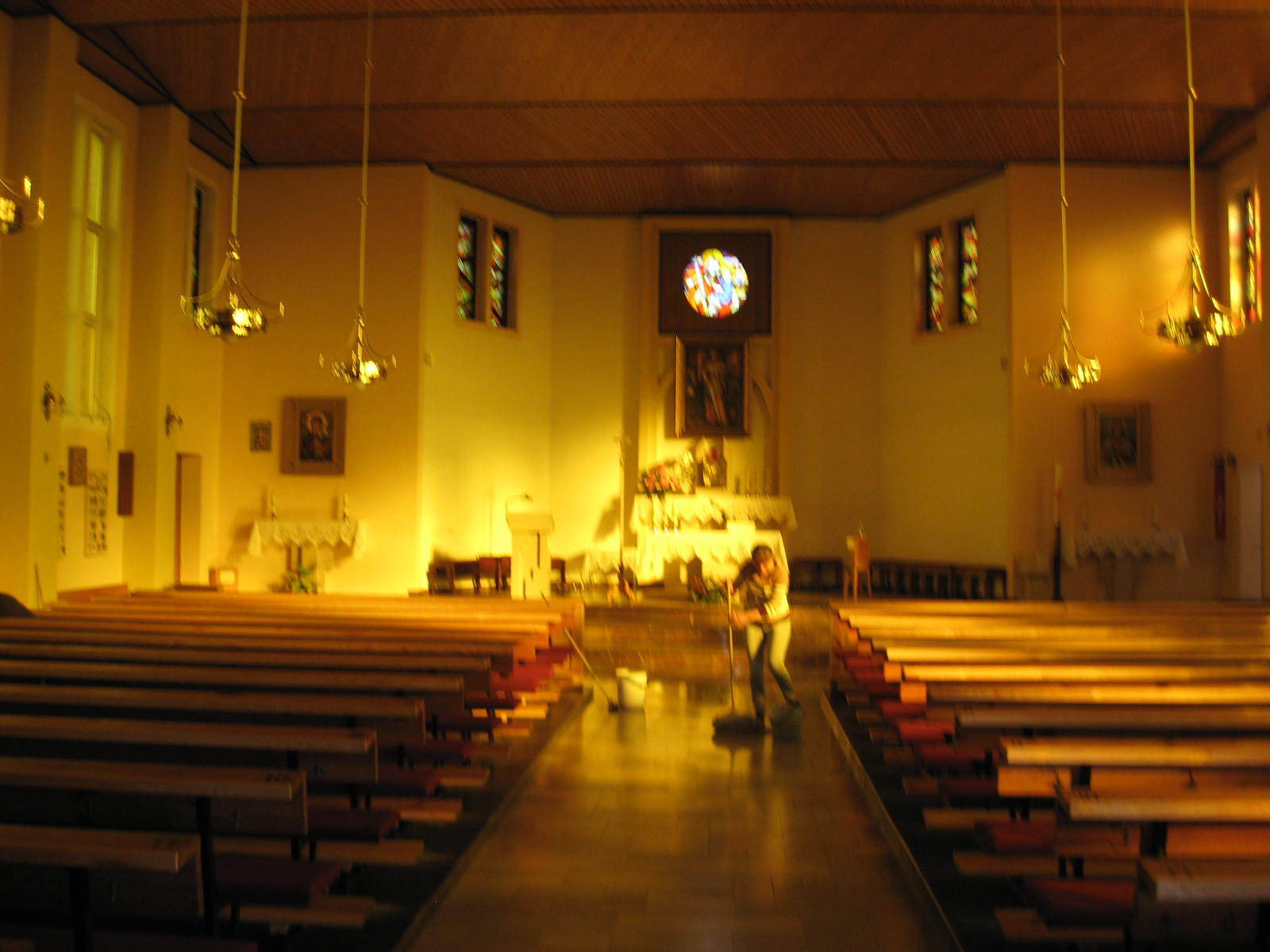
Wnętrze kościoła

Mieszkańcy Borkowic od dawna marzyli o budowie kościoła, zbudowali nawet w Bogacicy, przy kościele parafialnym kaplicę. Kiedy 10 kwietnia 1983 roku proboszcz Bogacki ksiądz Piotr Gołąbek zwołał w Borkowicach zebranie w sprawie budowy domu katechetycznego, przybyła na nie jedynie nieliczna grupa zainteresowanych. Jednak w kilkanaście dni później, 29 kwietnia 1983 roku sprawy nabrały zgoła innego biegu. Na plebanię w Bogacicy, gdzie akurat przebywał biskup Jan Wieczorek, przybyła sześcioosobowa delegacja z Borkowic przedstawiając swój punkt widzenia co do budowy punktu katechetycznego i kościoła w Borkowicach. Po burzliwej dyskusji, część mieszkańców odrzuciła propozycję proboszcza, by w Borkowicach zbudować jedynie dom katechetyczny oraz salkę na nabożeństwa majowe i październikowe, bezwzględnie opowiadając się za budową kościoła. 30 kwietnia 1984 roku wysłano podanie do Urzędu Wojewódzkiego w Opolu z prośbą o pozwolenie na budowę kościoła w Borkowicach o powierzchni do 600 m². 5 maja 1985 roku rozpoczęto prace budowlane.
9 czerwca 1985 roku proboszcz, ksiądz Piotr Gołąbek poświęcił plac pod nowy kościół i salki katechetyczne.
Dnia 13 września 1985 roku został wmurowany kamień węgielny, który został poświęcony przez Ojca Świętego Jana Pawła II na Górze św. Anny. 13 października 1987 roku kościół został konsekrowany, pod wezwaniem św. Józefa Robotnika.
Kościół borkowicki został wzniesiony według projektu inż. arch. Zdzisława Fiuka z Byczyny. Plany konstrukcyjne wykonał mgr inż. Andrzej Rożałowski, a geodezyjne geodeta Edward Gubała z Kluczborka. Całością prac budowlanych kierował Paweł Krawczyk z Borkowic.

## Wnętrze i otoczenie

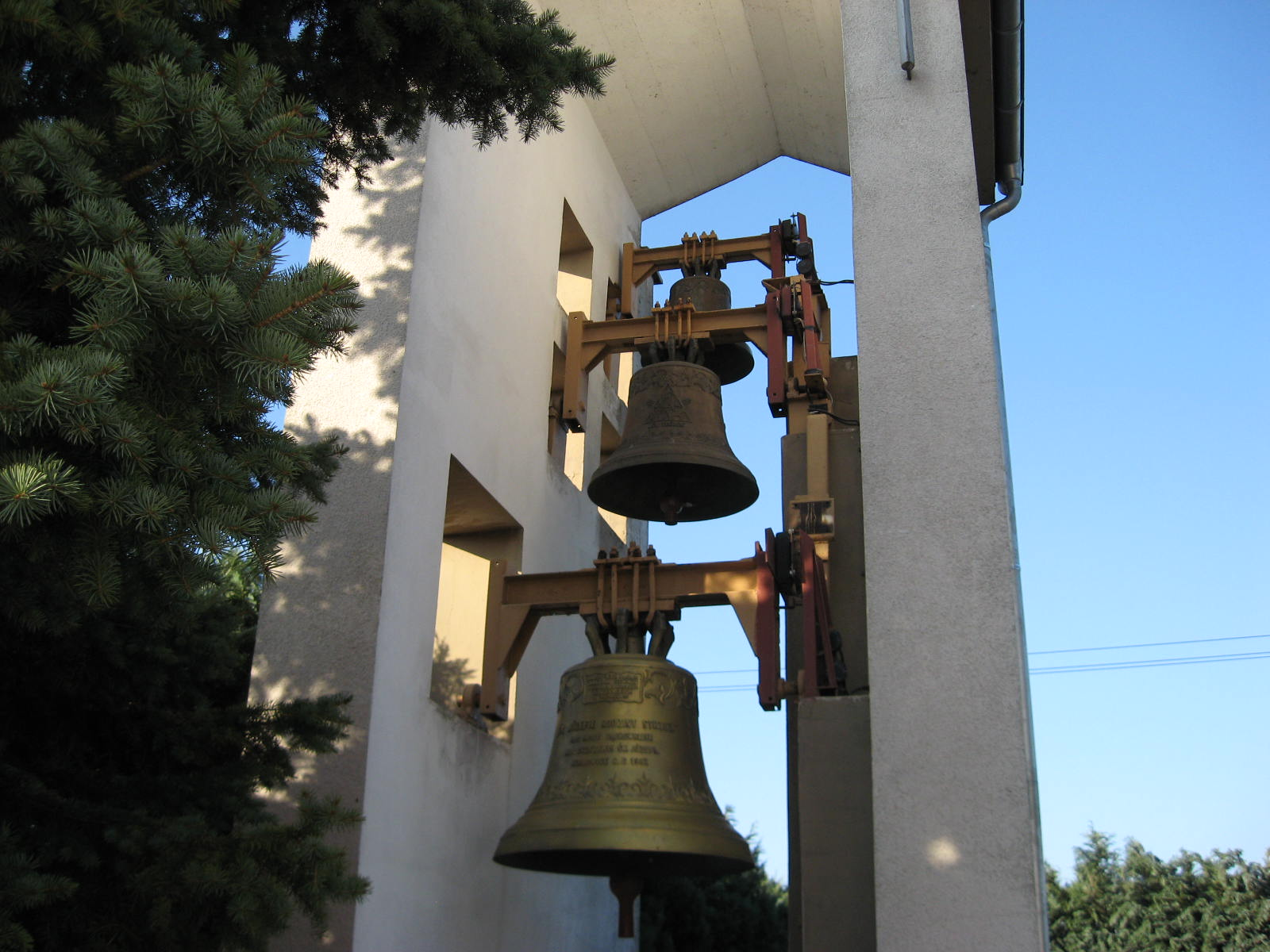
Dzwonnica

Obok kościoła wznosi się wieża – dzwonnica, na której umieszczone zostały trzy dzwony odlane w Odlewni Dzwonów Wacława i Tadeusza Felczyńskich w Taciszowie. Pierwszy konsekrowany został w grudniu 1987 roku, a dwa następne 5 grudnia 1988 roku.
W kościele znajdują się rzeźbione stacje drogi krzyżowej, poświęcone 11 marca 1990 roku przez O. Szymona OFM (Ordo Fratrum Minorum) z Góry św. Anny. Umieszczono tu też obraz Matki Bożej Nieustającej Pomocy, przed którym już od 27 czerwca 1991 roku odprawiane są nabożeństwa. Obecnie przy kościele powstaje plac spotkań wraz ze ścieżką edukacyjną na temat drewna.